# Giuseppe Barca
Giuseppe Barca (Milano, 1595 circa – Vercelli, 1º marzo 1639) è stato un ufficiale e ingegnere militare italiano, al servizio del Ducato di Milano spagnolo.

## Biografia
Nato intorno al 1595 (morì infatti a "circa 44 anni" nel 1639), divenne un militare d'alto grado nelle truppe milanesi, venne inviato nel 1636 con il grado di "Luogotenente Generale d'Artiglieria" nella Repubblica di Lucca al fine di studiarne le fortificazioni. le poche informazioni sulla sua vita sono ricavate dalla nota biografica dell'editore Ghisolfi del Breve compendio di fortificatione moderna nell'edizione del 1639.
Professore di matematica all'Accademia Palatina di Milano, nel 1634 pubblicò gli Ordines et statuta del Collegio degli Ingegneri del Ducato, e introdusse le tavole logaritmiche, per la prima volta nell'area geografica italiana. Esperto di fortificazioni, il suo trattato Breve compendio di fortificatione moderna (Milano, 1639) venne pubblicato postumo dal nipote Pietro Antonio Barca con dedica al marchese de Leganes don Diego Felippez de Guzman, Capitano Generale e Governatore del Ducato di Milano.
Ferito a una gamba il 23 di giugno 1638 nell'Assedio di Vercelli, si spense il 10 marzo 1639.

## Opere
- Breve compendio di fortificatione moderna, Milano, Filippo Ghisolfi, 1639.